# Les Haudères
Les Haudères mit 457 Einwohnern per 31. Dezember 2013 ist ein Ortsteil der Gemeinde Evolène im Val d’Hérens, einem Seitental der Rhône im französischsprachigen Teil des Schweizer Kantons Wallis.

## Geographie
Les Haudères liegt am Zusammenfluss der Quellbäche der Borgne, das heisst der Borgne de Ferpècle von Südosten und der Borgne d’Arolla von Südwesten. Zu den Gletscherwelten des Ferpècle-Gletschers an Dent Blanche (4357 m)  und Dent d’Hérens (4171 m) und der Arollagletscher rund um den Mont Collon (3637 m) besteht eine Entfernung von ca. 10 km, die bis auf ca. 1–2 km an ihre Ausläufer auf Gebirgsstraßen hoch über den Seitentäler mit dem Auto überwunden werden kann. Der Ort selbst liegt inmitten von Almen und Arvenwäldern.
Les Haudères ist der Endpunkt der von Sitten kommenden Hauptstrasse 206 und liegt an der Postautolinie Sitten–Evolène–Les Haudères.

## Geschichte
Der traditionell von der Alpwirtschaft lebende Ort ist im Mittelalter quellenkundlich erwähnt (1250 Oudeire, um 1280 Houdeyres). Wie im gesamten Val d’Hérens ist in der Kleinen Eiszeit bei wachsenden Gletschern von einem Niedergang der Siedlung auszugehen; die Quellenlage ist rudimentär bis ins 19. Jahrhundert. Der Ort liegt an einem historischen Pilgerpfad von Zermatt über die Gletscher nach Sitten, der bis 1666 dokumentiert ist. 1870 erbaute Antoine Forclaz das erste Hotel. Um die Mitte des 20. Jahrhunderts gab es moderaten Tourismus, obwohl der Zugang über die schmale, 1911 gebaute Zufahrtsstrasse noch mühsam war. Im 21. Jahrhundert ist Les Haudères ein beliebter Ferienort mit zahlreichen Hotels, Pensionen, Ferienwohnungen, einem Campingplatz, kleinen Geschäften und Café-Restaurants.

## Sehenswürdigkeiten

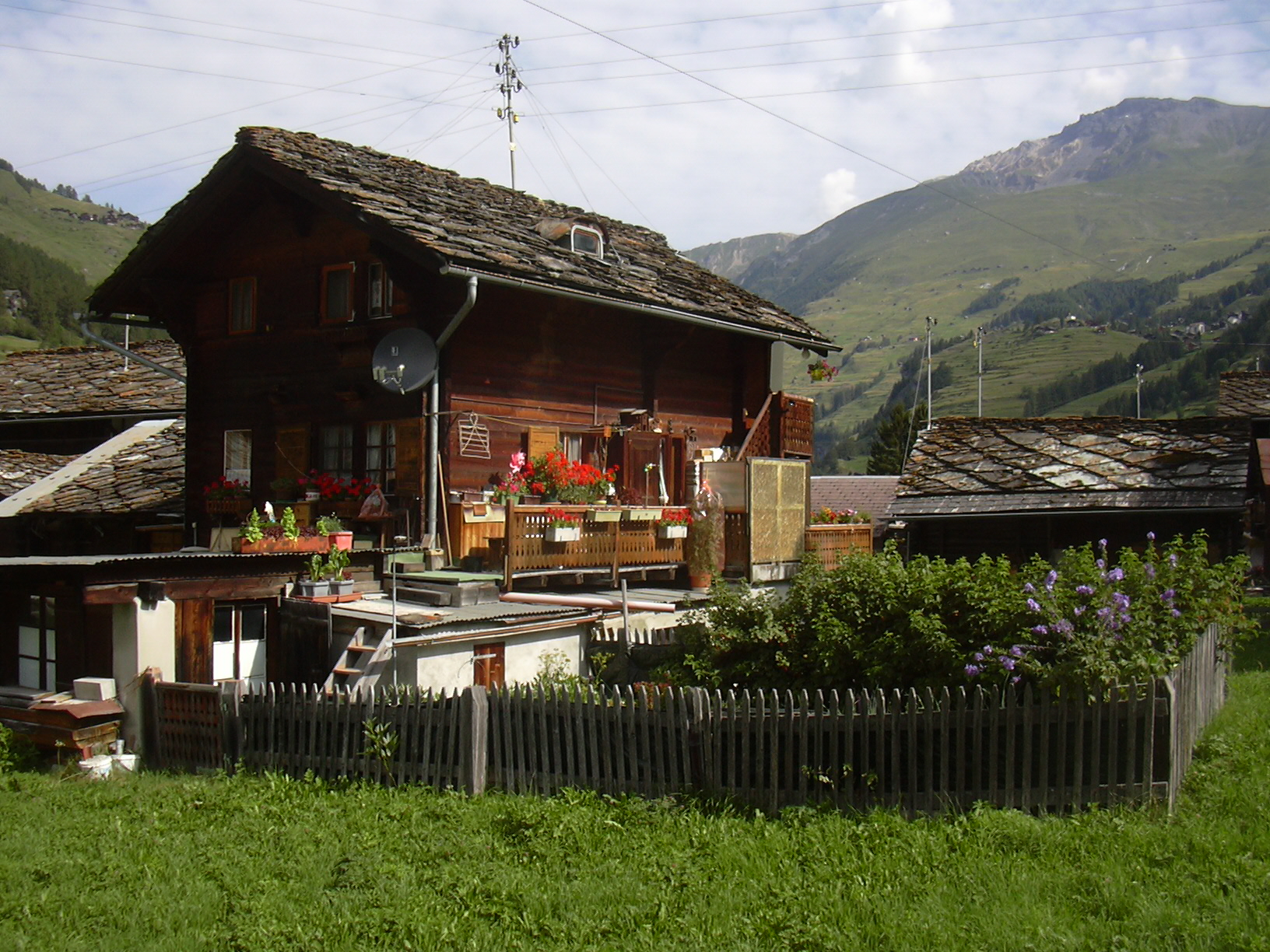
Holzchalet in Les Haudères

- Kirche Christ-Roi, 1934 an Stelle einer älteren Katharinenkapelle erbaut, mit Barockaltar aus dem 18. Jahrhundert.
- Typische Holz-Chalets, individuell gestaltet mit Blumenschmuck und kleinen Gärten.
- Heimatmuseum mit lokalen landwirtschaftlichen Geräten, Trachten und Möbeln.
- Geologisches Dokumentationszentrum.
- Bei Dorffesten (z. B. dem Handwerkermarkt Ende Juli/Anfang August) werden die historischen Trachten des Wallis gezeigt.

## Alpinismus und Sport

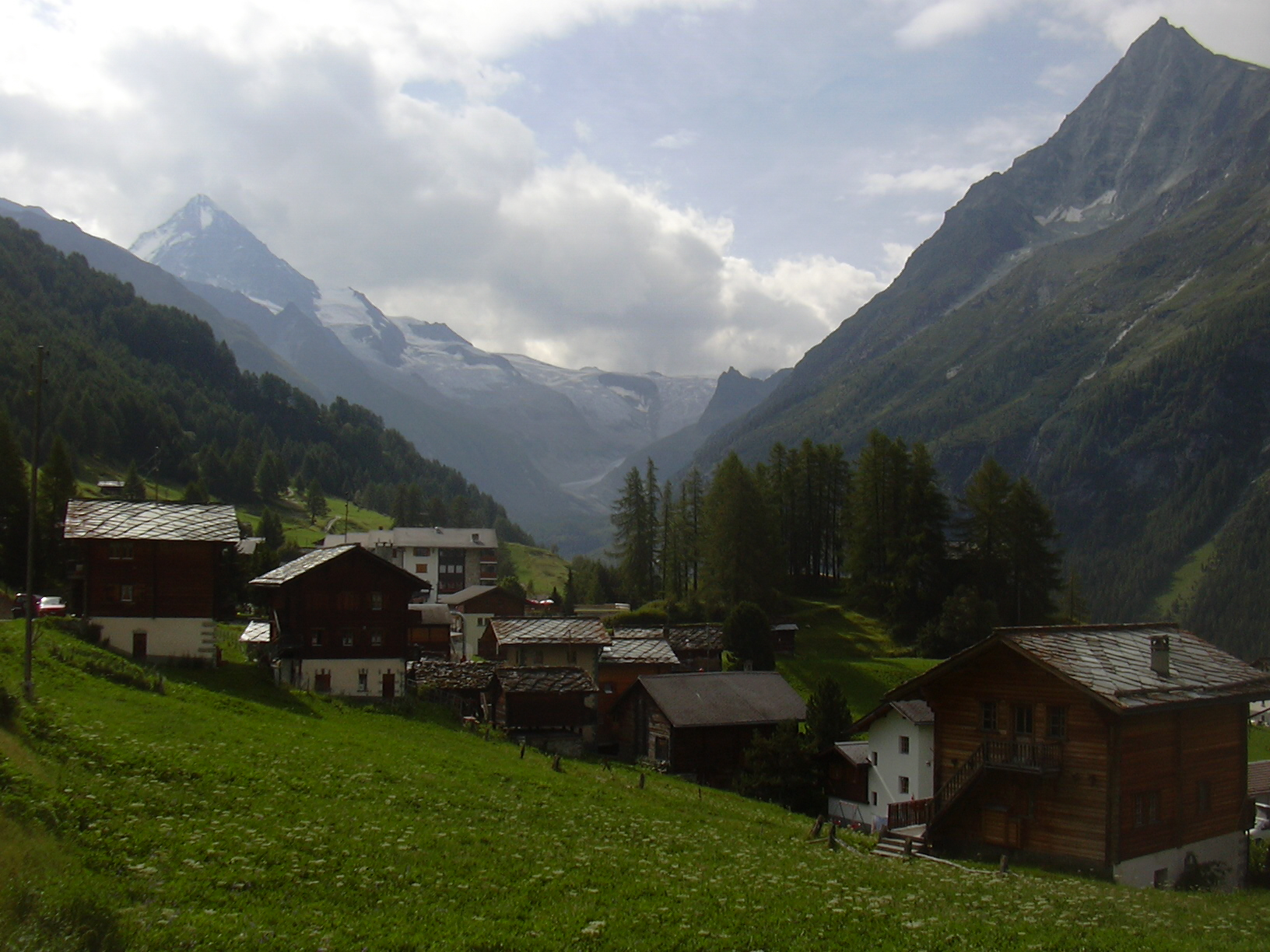
La Forclaz, Tal der Borgne de Ferpècle, Dent Blanche mit Ferpèclegletscher

Durch seine Nähe zu den Gletscherwelten der Viertausender im schweizerisch-italienischen Grenzgebiet ist Les Haudères im Sommer ein wichtiger Ausgangspunkt zu Besteigungen und Klettertouren. Es gibt eine Kletterschule, Mountainbike-Wege, Gelegenheiten zum Angeln und Tennis.
Leichtere Wanderwege sind im Bereich der Borgne und der umliegenden Almen angelegt. Links der Borgne auf Evolène zu sind die Alpwiesen und Hirten-Stationen Couta, Crêtta, Grandpra, Getty und Arbey eingebunden. Rechts der Borgne führen Wege in den Höhenort La Forclaz auf 1700 m mit einigen Ferienwohnungen inmitten der historischen Holzchalet-Bausubstanz, in die Nachbarorte La Sage und Villa, zu den Alpen Bréonna, Motau, Zaté und Prélet.
Im Winter sind Skifahren, Ski-Langlauf, Snowboarding und Eisklettern im Angebot. Es gibt im oberen Val d’Hérens ca. 100 km Skipisten, 35 km Langlaufpisten, Schlittschuhplätze, Eiswasserfälle, geführte Skitouren und Schneewanderungen. La Forclaz ist ein beliebter Ausgangsort, da er den Wintersportgebieten näher liegt als der Talort.